# Ácido adípico
El ácido adípico o ácido hexanodioico es el compuesto orgánico con la fórmula (CH2)4(CO2H)2. Desde la perspectiva industrial, es el más importante ácido dicarboxílico: Anualmente se producen unos 2,500 millones de kilogramos de este polvo blanco cristalino, principalmente como un precursor de la producción del nailon. El ácido adípico en raras ocasiones se hace presente en la naturaleza.  A pesar de su nombre (del latín adipis, grasa corporal), este ácido no es constituyente de grasas naturales, pero sí se encuentra como producto de degradación oxidativa de aceites.

## Preparación
Se obtuvo por Dieterle et al. por la oxidación del aceite de ricino con ácido nítrico. Fue sintetizado en 1902 a partir de bromuro de tetrametileno. Históricamente, el ácido adípico ha sido preparado de diferentes formas usando oxidación. Actualmente este ácido es producido por la mezcla de ciclohexanol y ciclohexanona llamada "aceite KA", que proviene de la abreviación "ketone-alcohol" ("cetona-alcohol"). El aceite KA es oxidado con ácido nítrico para procesar el ácido adípico. Al comienzo de la reacción el ciclohexanol es convertido en cetona, liberando óxido nitroso:
HOC6H11  +  HNO3  →  OC6H10  +  HNO2  +  H2O
Entre sus varias reacciones, el ciclohexano se torna nitroso, determinando la etapa para la escisión del enlace C-C:
HNO2  +  HNO3  →  NO+NO3-  +  H2O
OC6H10  +  NO+  →  OC6H9-2-NO  +  H+
Entre los productos derivados del método se incluyen a los ácidos glutáricos y succínicos.
Procesos relacionados comienzan a partir de ciclohexanol, el cual es obtenido de la hidrogenación del fenol.

### Métodos alternativos de producción
Muchos métodos se han desarrollado por la carbonilación de butadieno. Por ejemplo, hidrocarboxilación procede de la siguiente forma:
CH2=CHCH=CH2  +  2 CO  +  2 H2O   →  HO2C(CH2)4CO2H

## Usos
La mayor parte de los 2500 millones kg de ácido adípico producido anualmente es utilizado como un monómero para la producción de nailon por una reacción de policondensación formando nailon 6,6. Otra de las más relevantes aplicaciones involucran también polímeros, con lo cual el monómero utilizado en la producción de poliuretano y sus ésteres son plastificadores, especialmente en los PVC.

### En comidas
Las cantidades pequeñas pero significativas de ácido adípico se utilizan como ingrediente en las comidas como un aromatizante, aunque también ayuda de gelificación.

## Seguridad
El ácido adípico, al igual que la mayoría de ácidos carboxílicos, es un leve irritante para la piel. Mientras que es levemente tóxico, con una DL50 de 3600 mg/kg por ingestión oral, para las ratas.

## Apéndice
- Número E E355.
- Citaciones del U.S. FDA - GRAS (21 CFR 184.1009), Aditivo indirecto (21 CFR 175.300, 21 CFR 175.320, 21 CFR 176.170, 21 CFR 176.180, 21 CFR 177.1200, 21 CFR 177.1390, 21 CFR 177.1500, 21 CFR 177.1630, 21 CFR 177.1680, 21 CFR 177.2420, 21 CFR 177.2600)
- Citaciones de la Unión Europea - Decisión 1999/217/EC - Sustancia saborizante; Directiva 95/2/EC, Annex IV - Aditivo alimentario permitido; 2002/72/EC, Annex A - Monómero autorizado para plásticos de contacto con comida.